# 名古屋短期大学
名古屋短期大学（なごやたんきだいがく、英語: Nagoya College、公用語表記: 名古屋短期大学）は、愛知県豊明市栄町武侍48に本部を置く私立短期大学。1923年創立、1955年短大設置。

## 概観

### 大学全体
- 愛知県豊明市に所在する日本の私立短期大学で、設置主体は学校法人桜花学園。
- 名古屋市昭和区において[1]1学科体制かつ入学定員30名体制で1955年に開学[2][3]。その後は、学科の増設及び専攻科の設置もあり2023年度の入学生時点では、3学科と専攻科2専攻からなっている。当初、名古屋市昭和区にあったキャンパスが移転されているものの名称は変更されていない。桜花学園大学・名古屋短期大学付属幼稚園・保育子育て研究所、が併設されている。

### 教育および研究
- 名古屋短期大学保育科では併設の附属幼稚園での「附属幼稚園実習」のほか、「幼稚園実習（3週間）」「保育園実習（3週間）」「児童福祉施設実習（10日間）」を行う。また「海外保育実習プログラム」が用意されており、希望者は2週間オーストラリアに滞在して、現地のチャイルドケアセンター（保育園・幼稚園）で保育実習を行うことができる。

### 学風および特色
- 名古屋短期大学は、1903年（明治36年）創立の桜花義会看病婦学校が学園創設の起源で学園創立百年を超え、その伝統から開学以来、女子のみの教育が行われていたが、2024年度以降は男女共学となった。
- 略称で呼ばれることが多く、通常「めいたん＝名短」と言われている。同大学のホームページや大学案内にも「MEITAN」と表記されている。

## 沿革
- 1901年 愛知県幡豆郡横須賀村[注 1]の浄土真宗大谷派の住職・大渓専が、日露戦争前後の疲弊した農村を助けるために、社会奉仕団体「桜花義会」を設立。災害救助や社会福祉、農業改良運動などの奉仕活動を始める。[4]
- 1903年 名古屋市内に桜花義会看病婦学校創設。愛知県内初の私立看護婦学校として、農村女子に奨学金を出しながら看護婦養成に努める。貧困者への巡回看護婦制度も実施し、看護と投薬のほか、葬儀の世話まで無料で行なった[4][5]。
- 1923年 女子中等教育機関として桜花高等女学校設立[4]
- 1951年
  - 3月8日 学校法人桜花学園が認可される[注 2]。
- 1955年
  - 2月1日 左記を以て文部省[注 3]より短期大学の設置が認可される[8]。
  - 4月1日 名古屋短期大学が以下の学科体制にて開学する。
    - 保育科[注 4]
- 1957年 学長に元官僚の三浦直彦が就任[9]
- 1958年
  - 5月1日 保育科の学生数：女104[10]。
- 1967年
  - 4月1日 キャンパスを愛知郡豊明町（現・豊明市）に移転[11][注 5]。
  - 同 保育科の入学定員30[14]→150[15]に増員[16][13][注 6]。
- 1976年
  - 4月1日 英語科を増設する[注 7][19]。
- 1980年
  - 4月1日 保育科の入学定員150→200に変更[20][注 8]。
- 1982年
  - 4月1日 教養科を増設する[注 9][注 10]
- 1984年
  - 4月1日 英語科の入学定員100→150に増員[注 11][注 12]。
- 1986年
  - 4月1日 一部、学科の臨時増員を以下の通り行う[28]。
    - 英語科 150→190[注 13]
    - 教養科 150→230[注 14]
- 1988年
  - 10月21日 「母親体操教室」が行われる[30]。
- 1991年
  - 4月1日 専攻科保育専攻を設置[31]。
- 1994年
  - 4月1日 専攻科保育専攻が学位授与機構に認定される。
- 1996年
  - 4月1日 専攻科(保育専攻)1年課程廃止、2年課程を設置[32]。
- 1998年
  - 4月1日 以下の通り学科名を変更[33]。
    - 英語科→英語コミュニケーション学科[注 15]
    - 教養科→現代教養学科[注 16]
- x年
  - 4月1日 一部の学科の入学定員を以下の通り変更する。
    - 英語コミュニケーション学科 190→150
    - 現代教養学科 230→150
- 2002年
  - 4月1日 一部の学科の入学定員を以下の通り変更する[35]。
    - 英語コミュニケーション学科 150→100
    - 現代教養学科 150→125
- 2007年
  - 4月1日 専攻科に英語専攻を設置[36]。
  - 同 全学科、入学定員を以下の通り変更する[36]。
    - 保育科 200→240
    - 英語コミュニケーション学科 100→80
    - 現代教養学科 125→105
- 2014年
  - 1月 平成26年度大学入試センター試験参加短期大学の1校となる[37]。
- 2015年
  - 1月 平成27年度大学入試センター試験参加短期大学の1校となる[38]。
- 2016年
  - 1月 平成28年度大学入試センター試験参加短期大学の1校となる[39]。
- 2023年「Message for MEITAN OHKA 2023」にて、つるの剛士が講演に来校される[40]。
- 2024年
  - 4月1日 男女共学となる。
  - 英語コミュニケーション学科・専攻科英語専攻は2025年以降の募集を停止することを発表した。

## 創立者
- 大渓専（おおたにもはら、1871-1931）
  - 愛知県の真宗の寺で生まれ、16歳で本願寺立三河教校で学んだのち、京都の真宗大学へ進学し、橋川恵順の寺に住込み、家事のほか、橋川が明治26年に創設した京華看病婦学校の看護婦養成事業を手伝った[5]。明治34年から三河で仏教布教の傍ら「桜花義会」を組織して村の産業の振興を図り、明治36年に3年課程の看病婦学校を創設、当初は看護婦養成に対する人々の理解が得られず2名の生徒を集めるのも苦労するほどだったが、産婆の養成も行い、明治41年には生徒数は70余名となった[5]。「看護の起源は釈尊が阿難と倶に行路病者を看護救済したことにある」として仏教の信仰を持つ看護婦が病人の世話をする巡回看護事業を続けたが、大正12年に中止して、仏教による女子教育の必要性を説いて桜花高等女学校を開設した[5]。

## 基礎データ

### 所在地
- 愛知県豊明市栄町武侍48

## 教育および研究

### 組織

#### 学科
- 保育科（1955年から）
- 英語コミュニケーション学科（1976年から）
- 現代教養学科（1982年から）

#### 専攻科
- 保育専攻[注釈 1]
- 英語専攻[注釈 1]

#### 別科
- なし

#### 取得資格について
- 保育科では、2年間で保育士資格[注 17]と幼稚園教諭2種免許状が取得できるようになっている。大半の学生は両方の資格を取っている。
- 専攻科保育専攻では幼稚園教諭1種免許状、学士(教育)が取得できるほか、オーストラリアの提携校に9カ月間留学して、50日間の保育実習を行うことで、在学中にオーストラリア保育資格（Certificate III）を取得するコースを全国で唯一設置している。

#### 附属機関
- 学内に付属幼稚園、図書館や 保育子育て研究所、体験農園、自然散策路、セミナーハウス（合宿所）、ゴルフ練習場、体育館、茶室、学生会館、サークル棟（チェリープラザ）、ピアノ練習室などがある。

## 学生生活

### 部活動・クラブ活動・サークル活動
- 名古屋短期大学のクラブ活動には、併設されている桜花学園大学の学生と合同で行なわれているものが多い故に、両者の交流が盛んである。学生の部・クラブ・サークル加入率は100%を超えている。これは1人で二つ以上に所属している者が多いことから出た数字である。

### 学園祭
- 名古屋短期大学の学園祭は「名桜祭」と呼ばれ、毎年11月第二週末に行なわれている。2010年度で47回目を迎えている。チアリーダー部による催しが活発である。また期間中多数の模擬店が出店する。その数はのべで100店にも及ぶ。期間中の来場者は在校生も含めると1万人を超え、短期大学としては日本有数の規模の大学祭である。最終日夕方から行われる後夜祭はダンス、火舞い、ファイヤーストーム、花火、ファイヤーロードなど凝った趣向の内容で多くの来場者がある。

### スポーツ
- 野球部が、全国大学女子野球連盟に加盟している。
- バレーボール部が、春と秋に行われるリーグに参加している。
- チアリーダー部がNHK紅白歌合戦に出演したことがある(2001年）

## 国際交流

### 保育科
- 1年次の希望者のみ、海外保育実習が可能。場所はオーストラリア、期間は2週間。
- ベトナム、ニュージーランドでも海外体験プログラムを実施。

## 施設

### キャンパス
- 交通アクセス：名鉄名古屋本線中京競馬場前駅下車。若干距離が長くなるが隣の有松駅からも徒歩アクセスが可能。

### 学生食堂
- 学内に2か所ある

### 寮
- 以前は 学生寮があったが廃止され、現在は代わってセミナーハウスが建てられた。これはサークル活動、ゼミ活動などで利用できる宿泊施設である。在校生・卒業生・教職員は所定の手続きを経て一定の条件を満たせば誰でも宿泊できる。
- 学生寮は特に設けられていないが、短大が指定しているアパートやマンションがある。

## 社会との関わり
- 以下の活動が行なわれている。
  - 子育て支援活動
  - 公開講座（例年10~11月に全5回シリーズで開催される。共催：豊明市教育委員会 後援：愛知県教育委員会 名古屋市教育委員会）
- 卒業保育者夏季セミナー

## 就職について
- 保育科：保育園への就職者が最も多いものとなっている。それに次いで幼稚園教諭が多いものとなっている。毎年、公務員保育職に100名以上が採用されている。
- 現代教養学科:秘書士をはじめ在学中に取得できる多様な資格を活かし一般企業へ就職する学生が多い。

## 系列校
- 桜花学園大学
- 桜花学園高等学校